# Пісочник австралійський
Пісочник австралійський (Peltohyas australis) — вид сивкоподібних птахів родини сивкових (Charadriidae). Єдиний представник монотипового роду Австралійський пісочник (Peltohyas). Ендемік Австралії.

## Опис
Довжина птаха становить 19-23 см, розмах крил 43-47 см, вага 80-90 г, довжина дзьоба 1,7 см. Виду не притаманний статевий диморфізм.
Верхня частина тіла піщано-коричнева з темно-коричневими плямами. Через лоб і очі проходить темна смуга, кінці якої закінуються під очима. Решта обличчя і шия білі. Із задньої сторони шиї до грудей ідуть дві чорні смуги, які об'єднуються в одну, що проходить по всій нижній стороні тіла до живота. Груди, боки і живіт піщано-бурі. Лапи блідо-жовті, ступні темніші. Очі темно-карі. Дзьоб короткий, темний. у молодих птахів чорні смуги на голові, шиї і грудях відсутні, верхня частина тіла пістрява, кремово-коричнева; лапи і дзьоб блідо-жовті.

## Поширення і екологія
Австралійський пісочник є ендеміком посушливих внутрішніх районів південно-східної і південно-західної Австралії. Він живе на відкритих пустищах з рідкою рослинністю, на кам'янистих і гравійних ділянках.

## Поведінка
Австралійські пісочники об'єднуються в зграї по 10-20, іноді до сотні птахів. Ведуть присмерковий і нічний спосіб життя, полюють на комах. Вдень споживають соковиті корінці пустельних рослин, п'ють воду. Можуть витримувати високі температури, хоча починають шукати тінь при температурі вище 40°C.

## Розмноження
Утворюють моногамні пари. Іноді утворюють невеликі колонії до шести гнізд. Вважається, що австралійські пісочники можуть розмножуватись впродовж всього року. Гніздо являє собою невелику заглибину в землі, іноді природного походження. В кладці 3 яйця коричневого кольору з темно коричневими плямами, розміром 37×27 мм.

## Збереження
МСОП вважає цей вид таким, що не потребує особливого збереження. Інвазивні руді лисиці полюють на птахів. Іншими загрозами є чорні соколи і австралійські боривітри. На птахах були знайдені паразитичні воші Austromenopon sp. і Quadraceps neoaustralis.